# Santa Bárbara (Antioquia)
Santa Bárbara ist eine Gemeinde (municipio) im Departamento Antioquia in Kolumbien.

## Geographie
Santa Bárbara liegt in der Subregion Suroeste in Antioquia 53 km von Medellín entfernt auf einer Höhe von ungefähr 1800 m ü. NN an der Westseite der Zentralkordillere der kolumbianischen Anden und hat eine Durchschnittstemperatur von 19 °C. Die Gemeinde ist im ländlichen Teil in 42 veredas und zwei corregimientos eingeteilt. An die Gemeinde grenzen im Norden Caldas, im Osten Montebello und Abejorral, im Westen Fredonia und La Pintada und im Süden Aguadas in Caldas.

## Bevölkerung
Die Gemeinde Santa Bárbara hat 28.034 Einwohner, von denen 13.858 im städtischen Teil (cabecera municipal) der Gemeinde leben (Stand: 2022).

## Geschichte
Das Gebiet des heutigen Santa Bárbara wurde für die Spanier um etwa 1540 von Hernán Rodríguez de Souza erschlossen. Die Ursprünge des heutigen Ortes gehen auf ein Dorf mit dem Namen Sitio Viejo zurück. Die erste Kirchengemeinde entstand 1733. Seit 1816 befindet sich der Ortskern an der heutigen Stelle. Santa Bárbara erhielt 1822 den Status einer Gemeinde.

## Wirtschaft
Der wichtigste Wirtschaftszweig von Santa Bárbara ist die Landwirtschaft. Es wird insbesondere Obst angebaut. Zudem gibt es Tierhaltung (Rinder und Schweine), Holzwirtschaft und Lebensmittelindustrie.

## Persönlichkeiten
- José Mario Escobar Serna (1927–2005), römisch-katholischer Geistlicher, Bischof von Palmira